# Oliotes
Oliotes (potser Oliotorus, Oliotos, Oligotos, Olímpios o Uhlatos) va ser rei del Bòsfor. A les monedes porta el nom romà de Juli Tiberi Oliotes. L'historiador Christian Settipani creu que aquest Oliotes podria ser en realitat Tiberi Juli Totorses.
Era potser fill de Totorses al que sembla va succeir cap a l'any 308. El seu regnat va ser curt. Se sap que tenia una filla de nom Nana que es va casar amb el rei Mirian III d'Ibèria del Caucas, que va regnar del 284 al 361. El van succeir els seus suposats germans Radamsades i Sauromates, que va estar associat al regne durant uns quatre anys, potser del 308 al 312.